# Nicolas de Saulx-Tavannes
Nicolas de Saulx-Tavannes (Paris, 19 de setembro de 1690 - Paris, 10 de março de 1759) foi um cardeal do século XVIII

## Biografia
Nasceu em Paris em 19 de setembro de 1690. Terceiro dos quatro filhos de Charles-Marie de Saulx de Tavannes, conde de Buzançais, marquês de Tavannes, e Marie-Catherine d'Aguesseau, dama de Châteaux e de Lux. Os outros filhos eram Léon Charles, Henri Charles e Charles Henri. Primo em segundo grau do cardeal Étienne-René Potier de Gesvres (1756), por parte de mãe.
Estudou na Universidade La Sorbonne, em Paris, onde obteve o doutorado em teologia em março de 1716.
Ele entrou no estado eclesiástico em uma idade muito jovem. Cônego de Saint-Pierre d'Apognac.
Ordenado (nenhuma informação encontrada). Na Assembleia do Clero de 1715, foi um dos promotores das Liberdades Galicanas. Abade commendatario de Mount-Benoît, arquidiocese de Besançon, em 1717. Vigário geral de Pontoise, arquidiocese de Rouen. Nomeado bispo de Châlons-sur-Marne pelo duque de Orleães, regente do Reino da França.
Eleito bispo de Châlons-sur-Marne, 24 de setembro de 1721, pelo Papa Inocêncio XIII. Consagrado em 9 de novembro de 1721, igreja dos Theatins, Paris, por André-Hercule de Fleury, ex-bispo de Fréjus, auxiliado por César Le Blanc, bispo de Avranches, e por François-Honoré de Maniban, bispo de Mirepoix. Pair de France, 1721. Participou do Parlamento de 1722. Assistiu à coroação do rei Luís XV da França em 25 de outubro de 1722. Em 1722, abençoou as núpcias do duque Luís de Orleães e da princesa Augusta Maria von Baden. Abade commendatario de Saint-Michel-en-Thiérache, diocese de Laon, em 1725. Primeiro capelão da rainha Maria Leszczyńska da França em 1725; seu grande capelão em 1743. Renunciou ao governo da diocese de Châlons-sur-Marne, 17 de dezembro de 1733. Promovido à sé metropolitana de Rouen, 18 de dezembro de 1733. Abade commendatario de Saint-Étienne, Caen, de 1745 até sua morte. Comendador da Ordem do Espírito Santo em 1º de janeiro de 1748. Grande almoner da França, 1757-1759. Provisor da Universidade La Sorbonne, Paris.
Criado cardeal-presbítero no consistório de 5 de abril de 1756; o papa enviou-lhe o barrete vermelho com um breve apostólico datado de 7 de abril de 1756; ele nunca foi a Roma para receber o chapéu vermelho e o título. Não participou do conclave de 1758, que elegeu o Papa Clemente XIII. Presidiu à Assembleia Extraordinária do Clero.
Morreu em Paris em 10 de março de 1759. Exposto e enterrado na igreja de Saint-Sulpice, Paris, sem nenhum memorial fúnebre..